# Тулокса (деревня)
Ту́локса (карел. Tuulos) — деревня в составе Ильинского сельского поселения Олонецкого национального района Республики Карелия.

## География
Расположена на реке Тулокса.
Вблизи деревни проходит автодорога 86К-8 «Олонец — Питкяранта — Леппясилта».

## История
До упразднения уездно-губернского деления входило в Тулокское общество в составе Видлицкой волости Олонецкого уезда Олонецкой губернии.
В результате сокращения населения в 1957 году деревни Верхний Конец, Мергойла, Новая, Погост, Рабола и Таккула были объединены под общим названием Тулокса.

## Население
| 2002 | 2009 | 2010 | 2013 |
| ---- | ---- | ---- | ---- |
| 27   | ↘20  | ↘12  | ↘8   |

## Инфраструктура
Личное подсобное хозяйство с зоной сельскохозяйственного использования, индивидуальная застройка усадебного типа.

## Памятные места, достопримечательности
В деревне расположена часовня Серафима Саровского.
В 5 км от деревни, по дороге на Видлицу, находится памятник Тулоксинскому десанту (1944). Памятник установлен в 1972 году близ места высадки десанта.

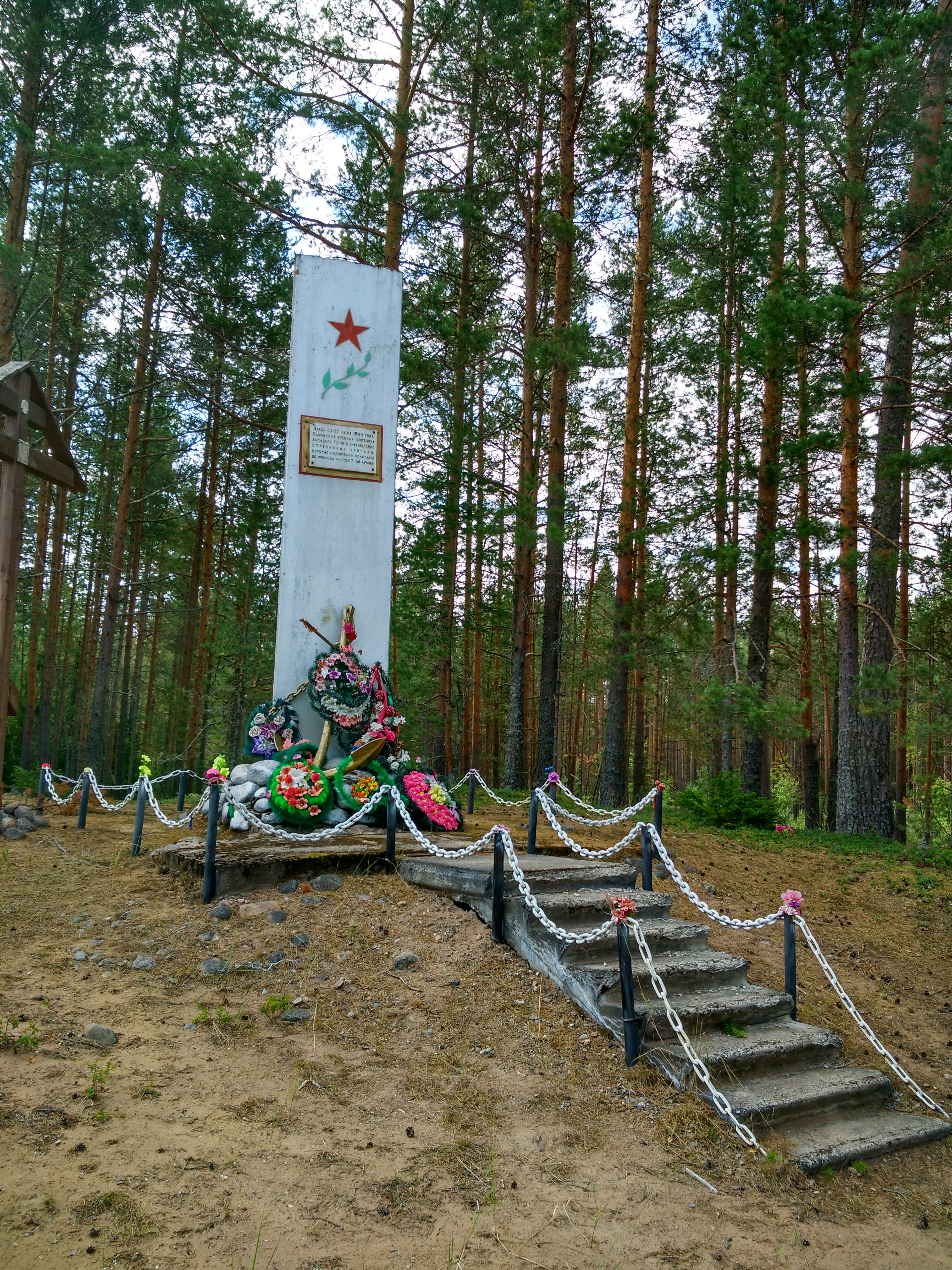
Памятник Тулоксинскому десанту

В окрестностях деревни находится государственный охотничий заказник «Тулокский» — особо охраняемая природная территория.

## Транспорт
Деревня доступна автотранспортом.